# Misiune: Imposibilă. Națiunea secretă
Misiune: Imposibilă. Națiunea secretă (titlu original: Mission: Impossible – Rogue Nation) este un film cu spioni din 2015, al cincilea din Seria Misiune: Imposibilă. În film interpretează Tom Cruise în rolul Agentului IMF Ethan Hunt.

## Povestea
Odată cu dezmembrarea unității IMF și cu Ethan (Tom Cruise) rămas fără sprijin oficial, echipa se confruntă acum cu o rețea de agenți extrem de bine pregătiți numită Sindicatul. Acești agenți operativi sunt deciși să creeze o nouă ordine mondială printr-o serie de atacuri teroriste din ce în ce mai agresive.
Ethan își adună echipa și își unește forțele cu Ilsa Faust (Rebecca Ferguson), agent britanic renegat, care e posibil să fie membră a Națiunii Secrete, sau poate nu... Așa începe cea mai imposibilă misiune de până acum a lui Ethan Hunt.

## Distribuție
- Tom Cruise - Ethan Hunt
- Jeremy Renner - William Brandt
- Simon Pegg - Benji Dunn
- Rebecca Ferguson - Ilsa Faust
- Ving Rhames - Luther Stickell
- Sean Harris - Solomon Lane
- Simon McBurney - Atlee
- Zhang Jingchu - Lauren
- Tom Hollander - Prime Minister of the United Kingdom
- Jens Hultén - Janik Vinter
- Alec Baldwin - Alan Hunley
- Hermione Corfield - Record Shop Keeper/IMF agent
- Rupert Wickham - Chancellor